# Amira El Fadil
Amira El Fadil (nascida em 15 de janeiro de 1967) é uma política do governo sudanês.
Anteriormente, ela ocupou o cargo de Ministra da Previdência Social e Seguro Social do Governo do Sudão. Em 2016, ela foi eleita para um mandato de quatro anos como Comissária para os Assuntos Sociais da Comissão da União Africana. Ela também é membro do conselho executivo da Agência Mundial Antidopagem.